# Karow (Plau am See)
Karow is een plaats en voormalige gemeente in de Duitse deelstaat Mecklenburg-Voor-Pommeren, en maakt deel uit van het district Ludwigslust-Parchim.